# Peniculistomatidae
Famille
Les Peniculistomatidae sont une famille de Ciliés de la classe des Heterotrichea et de l’ordre des Heterotrichida.

## Étymologie
Le nom de la famille vient du genre type Peniculistoma, de penic-, « perruque », et stoma, « bouche », littéralement « bouche à perruque », en référence aux longs cils situés près de la bouche de l'organisme. 

## Description
Morgan décrit ainsi l’espèce type : 

« Conchophthirus mytili est de forme ovale irrégulière. La face dorsale est convexe, la face ventrale au niveau du péristome, concave. L'extrémité antérieure est légèrement plus étroite que la postérieure et, vue dorsalement, l'angle antérieur gauche forme un lobe arrondi. L'épaisseur est à peu près la même partout. Le bord postérieur forme une courbe régulière. Sa longueur est de 150 μm, sa plus grande largeur de 80 à 110 μm. Vers le milieu de la face ventrale, un sillon profond commence, menant à une fosse dans le tiers antérieur du corps, le cytopharynx ; il atteint une profondeur inférieure au tiers de la largeur du corps et est tapissé de longs cils. Lorsqu'une quantité suffisante de nourriture, telle que de petites algues, etc., est recueillie à la base du cytopharynx, on peut voir ces cils battre par coups lents et réguliers, et presser ainsi la nourriture contre la base du cytopharynx, jusqu'à ce que l'ectoplasme se rompe et que la nourriture disparaisse dans l'endoplasme.
Le corps est entouré d'une épaisse pellicule, comme c'est souvent le cas chez les ciliés parasites. Des cils assez longs et fins recouvrent le corps. Le long de la marge droite de la rainure péristomiale se trouve une rangée de cils longs, fins et très rapprochés, qui, à faible grossissement apparaissent comme une membrane ondulante. 
Les cils de l'extrémité antérieure sont beaucoup plus longs que ceux couvrant le reste du corps ; presque aussi long que ceux situés au bord du péristome. Lorsque l'animal est au repos, les cils antérieurs sont dressés et rigides, tandis que ceux situés le long de la marge postérieure continuent à se déplacer rapidement. 
Il existe de nombreuses vacuoles alimentaires, tantôt à la base du cytopharynx, tantôt disposées autour du noyau, tantôt remplissant complètement la moitié postérieure du corps.
La vacuole contractile se situe à l'extrémité antérieure ; elle est de forme sphérique et se décompose parfois en quelques sphères plus petites. Elle fonctionne à un rythme variable : de quarante à soixante secondes entre la diastole (expansion) et la systole (contraction). 
Le macronoyau est un grand corps ovale, occupant une position presque centrale ; on observe aussi deux micronoyaux. »

## Habitat
Les Peniculistomatidae vivent dans des habitats marins et d'eau douce comme endocommensaux dans la cavité du manteau des mollusques bivalves et dans les intestins de certains oursins.
L'espèce Peniculistoma mytili a été trouvée dans le manteau de la moule commune, Mytilus edulis.
Morgan l'a aussi observée  dans la cavité du manteau de la moule commune d'eau salée avec l'espèce Ancistrum mytili, autre cilié mais de la famille des Ancistridae.

## Liste des genres
Selon GBIF (30 janvier 2023) :
- Echinosociella Berger, 1985
- Kidderia Raabe, 1934 Synonyme : Peniculistoma Jankow., 1964
- Mytilophilus Antipa & Dolan, 1985
- Peniculistoma Jankowski, 1964[4] genre type Synonymes : Kidderia Raabe, 1934 ; Morgania Kahl, 1934
  - Espèce type : Conchophthirus mytili Morgan, 1925

Selon Lynn (2010) :
- Echinosociella Berger in Small & Lynn, 1985
- Mytilophilus Antipa & Dolan, 1985
- Peniculistoma Jankowski, 1964

## Systématique
Le nom valide de ce taxon est Peniculistomatidae Fenchel, 1965.